# Eucrite

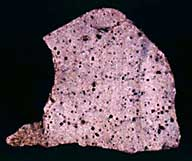
Météorite Ibitira, une eucrite.

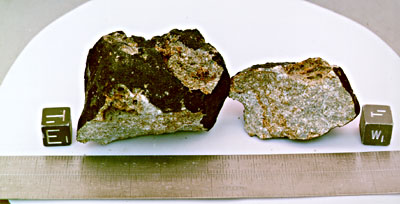
Météorite GRA98033, une eucrite. Brèche d'environ 5 cm de long, trouvée en Antarctique.

Les eucrites sont des météorites différenciées de composition basaltique. Elles sont composées principalement de pyroxène pauvre en calcium, de pigeonite et de plagioclase riche en calcium.
Les eucrites sont des achondrites (météorites différenciées composées principalement de silicates), et ce sont même les achondrites les plus courantes (environ 100 spécimens trouvés à ce jour). Comme les autres météorites du groupe HED, les eucrites proviennent probablement de l'astéroïde Vesta.

## Étymologie
Le nom eucrite vient du grec ἐυκρινής (« facilement distinguable »).

## Chutes et trouvailles
Trente-quatre chutes d'eucrites ont été observées, dont celles de :
- la météorite de Stannern (en), tombée en Moravie (Tchéquie) en 1808 ;
- la météorite de Juvinas, tombée en Ardèche (France) en 1821 ;
- la météorite de Białystok (en), tombée en Podlachie (Pologne) en 1827 ;
- la météorite de Padvarninkai, tombée en Haute Lituanie en 1929 ;
- la météorite de Millbillillie, tombée en Australie-Occidentale en 1960 ;
- la météorite d'Alby-sur-Chéran, tombée en Haute-Savoie (France) en 2002.

Une centaine d'eucrites ont été trouvées. Ce nombre relativement faible (notamment quand on le compare aux chutes observées) s'explique par la grande ressemblance des eucrites avec des basaltes terrestres : on ne les repère que si la croûte de fusion est remarquable, ou si les roches volcaniques sont inexistantes dans le voisinage.